# 汉斯·施派德尔

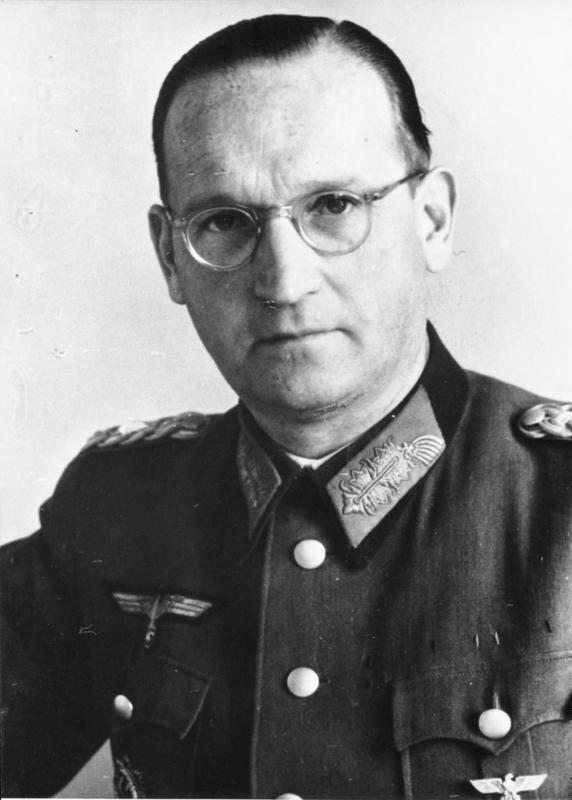
汉斯·施派德尔

汉斯·施派德尔（Hans Speidel，1897年10月28日 - 1984年11月28日）是一位曾先后在德意志帝国陆军、德意志国防军以及西德聯邦國防軍服役的军官。他是西德联邦国防军的首位上将。
施派德尔于1914年加入德意志帝国陆军，参加过第一次世界大战，在战间期又是威瑪國防軍的一員。第二次世界大战期间，他曾担任元帅埃尔温·隆美尔的參謀長，並于1944间晋升中将。由于反对纳粹德国的种族政策，他决定參與刺杀希特勒的7月20日密谋案，负责拉拢隆美尔加入抵抗运动。政变失败后，他被盖世太保逮捕。後來他和其他犯人逃跑。在战争的最后被法军找到。施派德尔是为数不多的幸存到战后的7月20日密谋参与者之一。
施派德尔在1950年被任命为西德总理康拉德·阿登纳的军事顾问，并在1951年入職布蘭克機構，1951-54年，在签订成立欧洲防务共同体的条约的协商会议期间，他担任西德一方的总代表；在西德加入北约一事上，他也是主要协商者。他于1955年出任联邦国防部总干事，获中将军衔，于1957年晋升上将，是西德历史上首位晋升为上将的军官。他在1957-63年间担任北约驻中欧陆军总司令。
施派德尔也是个历史学家，曾任教于蒂宾根大学，还出过几本书。他在1963年获颁德意志联邦共和国功绩勋章。1997年，德军将位于布鲁赫萨尔一座陆军军事基地命名为“上将施佩德尔博士兵营”（General Dr Speidel Barracks）。